# Васил Йонков – Гложенеца
Васил Йонков – Гложенеца е български революционер, опълченец-поборник.

## Биография
Васил Йонков Вутков (Вутюв или Вутов) е роден в Гложене, Тетевенско. Не е установена точната година на раждането му, 1835 или 1838 година. Майка му Ица Йонковица Вуткова (1813 – 1898), грамотна жена, вдовица, отглежда пет деца: Васил, Дона, Цано, Рада и Димитър (Дико). Васил Йонков получава първоначалното си образование в местното училище. Според някои източници в юношеските си години той се отличавал с пъргавина, буйност, смелост и предизвикателно държане към турците; дали затова, за да го предпази, или поради недоимък, майка му го изпраща в Румъния, на гурбет. Там той намира подходяща за себе си среда сред революционно настроените емигранти. По-късно при него отива и малкия му брат Димитър (Дако, Дико), който също се заема с революционна дейност; участник е в Ботевата чета, след разгрома ѝ достига до Сърбия и се включва в Сръбско-турската война. Димитър загива в боя при Ново село, Видинско, на 22 юли 1876 година.

### Участие в националреволюционното движение
Васил Йонков участва в Първата българска легия (1862) в Белград, където става близък приятел с Васил Левски. Във Втората българска легия (1867 – 1868) те отново са заедно. През март 1868 година, още преди да се разтури легията, от Белград са изгонени някои „протестиращи непокорни легионери“, между които е и Васил Йонков. Той се връща в родното си Гложене, излъгвайки властите, че идва от гурбетчийство.
Още през 1869 година, при първите си обиколки из България, Левски се среща със стария си другар и му дава идеята да отвори хан в Гложене, за улеснение на бъдещата им дейност. И когато през лятото на 1870 година Левски остава в България, Йонков става един от главните му помощници при изграждането на частните революционни комитети в Тетевенско, Орханийско и по други краища на България. Стоян Заимов го нарича „първи сподвижник на Васил Левски“. След обиколка на Търново и района му, Левски се насочва от Ловеч към Тетевен, придружен от Васил, Марин поп Луканов и Сава Младенов. Спират в Гложене – „първо село между селата в Тетевенско, Етрополско и Орханийско“, пише Стоян Заимов и отбелязва, че там Васил Йонков е спечелил умовете и сърцата на гложенчани и е свил бунтовническо гнездо, откъдето проповядва наблизо и надалеч революционните идеи. Разпространява вестник „Свобода“ на Любен Каравелов. Основаният през 1870 година местен комитет се разраства, известни са имената на 22 негови членове, а майката на Васил Йонков е редом до сина си. Васил Йонков – Гложенеца придружава Апостола и в други негови обиколки, извършва и самостоятелно възложени му от него мисии: една от тях започва на 17 януари 1872 година, когато Левски го упълномощава заедно със Сава Младенов да действат в Северна и в Южна България – в Търново, Лясковец, Сливен, Железник, Пловдив, Пазарджик, Панагюрище, Копривщица и Карлово. Избран е за делегат на Общото събрание на БРЦК в Букурещ през 1872 година, представяйки комитетите в Тетевен, Гложене и Видраре. Името му често се среща в писмата и джобното тефтерче на Апостола, от предпазливост отбелязано като В. ЙOH, В. Йо, Васил Гложенчето, В. или изцяло В. Йонков.
Малко преди Арабаконашкия обир Васил Йонков се сгодява за Кина Дикова Влахова, чиито родители и братя също са в Гложенския комитет. След заточаването му обаче тя се задомява за Христо Начев – Инджето, също член на комитета.
След Арабаконашкия обир, ареста на Димитър Общи и издайничеството му, Васил Йонков е арестуван през октомври 1872 година. В показанията си Общи и другите разпитвани често споменават неговото име и заради явното му участие в революционното дело той е осъден на 15 години каторга в окови в рудниците Аргана Мадени (Бакърджия Мадем) в Диарбекир – една от най-тежките присъди. Успява да избяга на 14 август 1876 година.

### Участие в Руско-турска война (1877 – 1878)
Живее последователно в Русия и Румъния. След обявяването на Руско-турската война (1877 – 1878) отива в Плоещ и постъпва на 1 май 1877 година в 1-ва дружина на Българското опълчение. В състава на Предния отряд с командир генерал-лейтенснт Йосиф Гурко участва в преминаването на река Дунава, превземането на Търново, преминаването на Балкана при Хаинбоаз, превземането на Казанлък и Стара Загора. Произведен е във военно звание унтерофицер със заповед № 180 от 10 юли 1877 година. Участва в битките при Джуранли и при Стара Загора, където на 19 юли е ранен в десния крак. За проявена храброст е награден със Знак за отличие на военния кръст „За храброст“, IV степен.
В Опълчението служи до 15 юли 1878 година, когато се уволнява, изпратен много сърдечно от командира на Първа опълченска дружина, от руски офицери и от другарите си. Отправя се към родното си село пешком. Съвременниците му описват трогателния начин, по който съселяните му го посрещат: научили, че се завръща, „младо и старо излязло извън селото да посрещне своя бележит земляк, революционер и герой“.

### След Освобождението
Избран е за кмет на село Гложене и е първи кмет до 1882 година. През 1881 година е избран за член на Ловчанския окръжен комитет на Българското опълчението (по новия Закон за Опълчението). Отива в Ловеч като член-секретар на Ловешката окръжна военна комисия. Встъпва в брак с Янка Попзахариева (1861 – 1930) от Ловеч и имат три деца: Иван, Милица и Димитър. Взема участие, макар и вече на възраст, в Сръбско-българската война (1885), през която заболява тежко.
Умира на 5/17 февруари 1889 година в Ловеч. И тук е изпратен с голяма обич и почит – хиляди ловчанлии участват в траурната процесия и в погребението на верния приятел на Левски, а магазините и учрежденията в града са затворени в знак на траур. Още същата година издигат паметник на гроба му, сега се намира в парка „Стратеш“ в близост до Алеята на българо-руската дружба.
Описанието, което прави Стоян Заимов на Васил Йонков – Гложенеца, помага да разберем сърдечната обич и уважение, с които навсякъде го посрещат и изпращат:
„Млад момък, на ръст среден, лице продълговато, възсухо, белолик … очи светли, живи, подвижни, поглед мил, усмивка омайна, глас приятен – мек, кадифян; зъби бели, чисти, правилно наредени; нос – орлов клюн; на мускули – пъргав; на нерви – издръжлив … Дух стремителен и крилато въображение: духовит шегобиец: приятен събеседник“. И добавя: „С доброто си сърце и възвишения си патриотизъм бе той спечелил умовете и сърцата“.